# Частная жизнь кота
«Частная жизнь кота» (также «Личная жизнь кота», англ. The Private Life of a Cat) — американский короткометражный документальный чёрно-белый немой фильм, снятый Александром Хаммидом и Майей Дерен в 1944 году. В фильме показана жизнь двух домашних кошек, у которых рождаются котята; других персонажей в фильме нет.

## Сюжет
В квартире знакомятся и образуют семью две кошки: Он и Она. Он — белый короткошёрстный кот, Она — более пушистая разноцветная кошка. Со временем кошка начинает искать «место для семьи» и в одной из комнат обустраивает пустую коробку, где у неё вскоре рождается пять котят. Мать их кормит и умывает, котята постепенно растут. Со временем кошка переносит их в большую комнату, где они учатся ходить и становятся более активными, играя друг с другом. Кот показывает им, как лазить по когтеточке. Фильм заканчивается той же самой сценой из начала, где кот подходит к лежащей кошке.

## Создание и художественные особенности
Фильм был снят на квартире Хаммида и Дерен, которые в то время были женаты и жили в Гринвич-Виллидж на Манхэттене, на Мортон-стрит.
В этой же квартире, куда пара переехала из Лос-Анжелеса, был также снят фильм «Хореографический этюд для камеры».
Особенностью картины является то, что она снята целиком «с точки зрения кошки». Это первая попытка в экспериментальном кино передать опыт кошачьего видения мира. В нём нет людей, а сцены сняты с кошачьего ракурса (например, вместе с котом камера смотрит на шкафы в комнате снизу вверх). Помимо чисто визуальной точки зрения, в фильме происходит и погружение в тактильный мир кошек: кошка лижет котят, котята переваливаются, карабкаются, лакают молоко. Ценность фильма во многом состоит в применении классического нарративного механизма к субъекту-животному.

## Отзывы
По мнению Дмитрия Бондарчука, фильм «Частная жизнь кота» «более чем на полвека опередил современное увлечение „кошачьими видео“».